# Język inanwatan
Język inanwatan, także: bira, irarowataro, suabo (a. suabau), iagu, mirabo – język papuaski używany w prowincji Papua Zachodnia w Indonezji, w 15 wsiach w południowej części półwyspu Ptasia Głowa. Według danych z 1987 roku mówi nim 1100 osób.
Jego użytkownicy posługują się także lokalnym malajskim i indonezyjskim. Jest wyraźnie zagrożony wymarciem, dominacja malajskiego znacznie oddziałuje na jego żywotność. Jest używany tylko przez osoby dorosłe.
Nazwa „inanwatan” oznacza „samo sago” w języku patipi (od rozległych bagien porośniętych sago). Nazwy „mirabo” i „iagu” są używane przez pobliski lud Puragi.
Jego bliskim krewnym jest duriankari (o bliżej nieustalonym statusie).
Sporządzono skrótowy opis jego gramatyki.